# Hapoel Tel Aviv B.C.
El Hapoel Tel Aviv B.C. es un equipo de baloncesto Israelí con sede en la ciudad de Tel Aviv, que actualmente compite en la Ligat Winner, la máxima competición del país. Disputa sus partidos en el Drive in Arena, con capacidad para 3504 espectadores. Es el segundo equipo con más títulos de Israel, tras el Maccabi Tel Aviv.

## Historia
El club fue fundado en 1935 como parte de la cooperativa deportiva Hapoel, perteneciente al sindicato de trabajadores Histadrut. Tras la creación de la Ligat Ha'al en 1954 vinieron los años más glioriosos para el equipo, consiguiendo su primer título nacional en 1960, algo que repetiría en las ediciones de 1961, 1965, 1966 y 1969. Desde su creación ha existido una gran rivalidad con el otro equipo de la ciudad, el Maccabi Tel Aviv.
En 1995 el Histadrut decide dejar de financiar a todos los equipos de todos los deportes que operaban bajo su marca, y es en 2006 cuando el club entra en bancarrota, no pudiendo afrontar la permanencia en la liga, siendo descendido de categoría a la segunda división, que al año siguiente se convertiría en un descenso a la tercera categoría, la Liga Artzit, en la que compite en la actualidad.

### Ussishkin
A raíz de la demolición,"palacio Ussishkin" (Templo de la casa del grupo), los aficionados se elevó a un nuevo grupo llamado:"Hapoel Ussishkin". Comenzó el pasado División. Hasta que el grupo llegó a la segunda división. En julio de 2010, los aficionados le devolvió el nombre del grupo "Hapoel Tel Aviv" de nuevo a ella.

## Posiciones en Liga
| Temporada | Nivel | División          | Pos. | Postemporada     | State Cup        | Otras copas          | Otras copas | Competiciones europeas | Competiciones europeas | Competiciones europeas |
| --------- | ----- | ----------------- | ---- | ---------------- | ---------------- | -------------------- | ----------- | ---------------------- | ---------------------- | ---------------------- |
| 2001–02   | 2     | Liga Leumit       | 1    | Asciende         | Cuartos de final | –                    | –           | –                      | –                      | –                      |
| 2002–03   | 1     | Super League      | 7    | –                | Semifinalist     | –                    | –           | 4                      | FIBA EuroCup Challenge | QF                     |
| 2003–04   | 1     | Super League      | 2    | Finalista        | Semifinalista    | –                    | –           | 3                      | FIBA Europe League     | 3.º                    |
| 2004–05   | 1     | Super League      | 2    | Finalista        | Cuartos de final | –                    | –           | 3                      | FIBA Europe League     | OF                     |
| 2005–06   | 1     | Super League      | 5    | –                | Cuartos de final | –                    | –           | 3                      | FIBA EuroCup           | TR                     |
| 2006–07   | 2     | Liga Leumit       | 14   | –                | Octavos de final | –                    | –           | –                      | –                      | –                      |
| 2007–08   | 5     | Israeli Liga Bet  | 1    | Asciende         | –                | –                    | –           | –                      | –                      | –                      |
| 2008–09   | 4     | Israeli Liga Alef | 1    | Asciende         | -                | –                    | –           | –                      | –                      | –                      |
| 2009–10   | 3     | Liga Artzit       | 1    | Asciende         | –                | –                    | –           | –                      | –                      | –                      |
| 2010–11   | 2     | Liga Leumit       | 1    | Finalista        | Semifinalista    | –                    | –           | –                      | –                      | –                      |
| 2011–12   | 2     | Liga Leumit       | 1    | Asciende         | Cuartos de final | Liga de los Balcanes | SF          | –                      | –                      | –                      |
| 2012–13   | 1     | Super League      | 8    | Cuartos de final | Eightfinalist    | –                    | –           | –                      | –                      | –                      |
| 2013–14   | 1     | Super League      | 4    | Cuartos de final | Semifinalista    | –                    | –           | –                      | –                      | –                      |
| 2014–15   | 1     | Super League      | 7    | Cuartos de final | Cuartos de final | –                    | –           | –                      | –                      | –                      |
| 2015–16   | 1     | Super League      | 8    | Cuartos de final | Octavos de final | –                    | –           | –                      | –                      | –                      |
| 2016–17   | 1     | Super League      | 10   |                  | Octavos de final | –                    | –           | –                      | –                      | –                      |

## Palmarés
- Eurocup (1): 2024-25
- Liga de Israel (5): 1960, 1961, 1965, 1966, 1969
- Copa de Israel (4): 1962, 1969, 1984, 1993
- Liga Leumit (2): 2002, 2012

## Jugadores destacados
| - Nenad Marković - Jasmin Hukić - Shimon Amsalem - Danny Bracha - Gideon Bendel - Uri Cohen-Mintz - Gershon Dekel - Dror Hagag - Hayim Hazan - Pinchas Hozez - Uri Kokia - Raviv Limonad - Ami Naui - Doron Sheffer - Shimon Shelach - Ami Shelef - Tomer Steinhour - Meir Tapiro - Hayim Zlotikman | - Virginijus Praškevičius - Samo Udrih - Radenko Dobras - Jeff Allen - Brian Asbury - Matt Bouldin - Carlon Brown - Cedric Ceballos - Norris Coleman - Dan Cross - Jon Dalzell - Terry Fair - Amos Frishman - Yancy Gates - Kelvin Gibbs - Clarence Gilbert - Anthony Goods - Justin Harper - Marcus Hatten | - David Heiblum - Kenny Labanowski - Mike Largey - Barry Leibowitz - Doug Lee - Anthony Marshall - Jeronne Maymon - Curtis McCants - LaVon Mercer - Ramone Moore - Toure Murry - Dave Newmark - Larry O'Bannon - Josh Owens - Brian Randle - Aerick Sanders - Tracey Smith - Purvis Short - Demontez Stitt | - Jermaine Taylor - James Terry - David Thirdkill - Dijon Thompson - Mark Torenshine - Kenny Williams - John Willis - Guy Goodes - Alon Stein - Yaniv Green - Velibor Radović - A.J. Guyton - Ontario Lett - Kevin Bradshaw - Cory Carr - Jeron Roberts - Durand Scott - Adrian Uter |